# فيكتور سالازار (لاعب كرة قدم)
فيكتور سالازار (بالإسبانية: Víctor Salazar)‏ (14 فبراير 1991 بكيبدو في كولومبيا - ) هو لاعب كرة قدم كولومبي في مركز الهجوم. لعب مع نادي ميلوناريوس.

## وصلات خارجية
- فيكتور سالازار على موقع قاعدة بيانات كرة القدم.إي يو (الإنجليزية)
- فيكتور سالازار على موقع Soccerway.com (الإنجليزية)
- فيكتور سالازار على موقع AS.com (الإسبانية)